# Природничий факультет Університету Коменського
Природничий факультет Університету Коменського в Братиславі (словац. Prírodovedecká fakulta Univerzity Komenského v Bratislave) — один із тринадцяти факультетів Університету Коменського в Братиславі.
На факультеті викладаються предмети в галузі біології, хімії, геології, географії, екології.
Факультет розташований у комплексі п'яти корпусів, побудованому між 1960 і 1987 роками, у Млинській долині. Окремі корпуси позначаються відповідно до початкових літер хімічних, біологічних і геолого-географічних розділів: CH2, CH1, B2, B1 і G.

## Історія
Зусилля створити природничий факультет у Словаччині в міжвоєнний період не увінчалися успіхом. Після розпаду Другої Чехословацької Республіки, перед початком Другої світової війни, усі чеські університети в Чехії були закриті, і словакам, зацікавленим у природничих науках, не стало де вчитися. Факультет був створений 1940 року, а перший набір студентів на факультет відбувся в зимовому семестрі 1940/1941 навчального року. Факультет був створений шляхом відокремлення від філософського факультету тодішнього Словацького університету, де вже викладалися деякі природничі предмети. Першим деканом був Франтішек Валентін. З самого початку тут діяли ботаніко-географічний інститут та інститут зоології і порівняльної анатомії. Окремі інститути розташовувалися на вулицях Райській і Московській. Математику, фізику та хімію викладали в Словацькому технічному університеті. У 1941 році додався Інститут геології та палеонтології, а в 1942 році — Інститут мінералогії та петрографії. Обидва інститути працювали в тимчасових умовах без достатньої кількості кваліфікованого персоналу. У зимовому семестрі 1942/1943 років до складу факультету було включено Інститут атомної фізики, а в 1944 році — Інститут астрономії та Інститут математики. Хімія залишалася без окремого інституту до 1948 року.
У 1950 році інститути факультету були реорганізовані у кафедри. Через запланований державою великий бум у будівництві та розвитку міст у Чехословацькій Соціалістичній Республіці факультет геолого-географічних наук був відокремлений від природничого факультету у 1951/1952 навчальному році, але знову став його частиною у 1959 році. У 1978/1979 навчальному році на факультеті функціонувало 6 відділень: математики з 7 кафедрами, фізики з 7 кафедрами, хімії з 7 кафедрами, геології з 8 кафедрами, біології з 10 кафедрами та географії та суспільствознавства з 7 кафедрами. До складу факультету входили також 5 науково-дослідних інститутів, ботанічний сад і біологічна станція Шур. У 1980 році відокремився факультет математики, фізики та інформатики.
У 2013 році розпочато реконструкцію та довгоочікувану заміну вікон окремих павільйонів корпусу факультету. На початку 2014 року поряд із павільйоном Ch-2 розпочали будівництво наукового парку Університету Коменського.

## Кафедри

### Біологічне відділення
- Кафедра антропології
- Кафедра ботаніки
- Кафедра екології
- Кафедра фізіології рослин
- Кафедра генетики
- Кафедра мікробіології та вірусології
- Кафедра молекулярної біології
- Кафедра зоології
- Кафедра фізіології та етології тварин

### Екологічне відділення
- Кафедра екології навколишнього середовища та ландшафтного менеджменту
- Кафедра геохімії
- Кафедра педології

### Географічне відділення
- Кафедра економічної та соціальної географії, демографії та розвитку територій
- Кафедра фізичної географії та геоінформатики
- Управління регіональної географії та розвитку регіонів

### Геологічне відділення
- Кафедра інженерної геології, гідрогеології та прикладної геофізики
- Кафедра геології та палеонтології
- Кафедра мінералогії, петрології та геології родовищ
- Інститут лабораторних досліджень геоматеріалів

### Хімічне відділення
- Кафедра аналітичної хімії
- Кафедра неорганічної хімії
- Кафедра біохімії
- Кафедра фізичної та теоретичної хімії
- Кафедра ядерної хімії
- Кафедра органічної хімії
- Лабораторія передових матеріалів

### Кафедри загальнофакультетського профілю
- Кафедра дидактики природничих дисциплін, психології та педагогіки
- Кафедра мов
- Кафедра фізичного виховання